# Антаранга
Антара́нга (санскр. अन्तरङ्ग, IAST: antaraṅga) — санскритский термин, используемый в богословии ряда традиций индуизма.

## В системе йогиПатанджали
Четыре из восьми ступеней йоги в йога-сутрах Патанджали: пратьяхара (отрешение, отвлечение чувств от внешних объектов, на которые они (чувства) обычно направлены, абстрагирование от внешнего мира), дхарана (концентрация, сосредоточение ума, кратковременное осознание сути предмета посредством отключения эго), дхьяна (непосредственно медитация, целостное познание объекта медитации в результате полного отказа от иллюзий эго), и самадхи (познание Себя, достижение высшего знания посредством слияния ограниченной индивидуальности Микрокосмоса с бесконечным Абсолютом Макрокосмоса) называются антаранга, то есть внутренними, а яма (контроль; предписывает правила поведения, необходимые для достижения гармонии со всеми, кто нас окружает), нияма (духовные принципы; предписывает правила поведения, способствующие достижению гармонии с самим собой), асана (поза, позволяющая войти в резонанс с определенными благоприятными вибрациями Макрокосмоса), пранаяма (практика контроля праны), — внешними (Бахиранга).

## Вгаудия-вайшнавизме
В гаудия-вайшнавском богословии антараанга-ша́кти (санскр. अन्तरङ्ग शक्ति, — одна из трёх основных шакти, или энергий Кришны. Это внутренняя, духовная энергия Кришны, у которой есть несколько синонимичных названий: йога-майя, пара-шакти, сварупа-шакти и чит-шакти. Другие две шакти Кришны, это — внешняя, бахиранга, и пограничная — татастха. Эти понятия объясняются богословом Дживой Госвами в труде «Бхагавата-сандарбха». В «Вишну-пуране» внутренняя, промежуточная и внешняя энергии Бога соответственно называются пара-шакти, кшетраджна-шакти и авидья-шакти.
В отличие от материи, антаранга обладает полным сознанием (чинмайя), поэтому также называется чит. Поскольку она непосредственно связана с Кришной, то называется антаранга. Антаранга проявляет духовный мир Вайкунтху, где жизнь вечна, полна знания и блаженства, где Кришна правит в Своих бесчисленных ипостасях как Нараяна, Рама, Нарасимха и т. д. Наивысшей планетой Вайкунтхи является духовная планета Голока Вриндавана — обитель Кришны, в которой проходят его вечные духовные игры, называемые апраката-лила. Когда Кришна нисходит в материальный мир с целью привлечь к себе обусловленные дживы, он являет свои вечные игры и одновременно выполняет миссию по спасению бхакт и убийству асуров. Эти игры Кришны называют праката-лила. Место, где происходят эти земные игры Кришны, называется праката-дхама и считается точной копией Голоки Вриндаваны на земле.
Антаранга-шакти в свою очередь состоит из трёх шакти: сандхини, самвит и хладини. Как и качества Парабрахмана сатчитананда (вечное бытие, знание и блаженство), все три шакти (сандхини, самвит и хладини) всегда существуют вместе. В зависимости от функциональной особенности, возможно некоторое преобладание одной из них. Однако, также как и три гуны материальной природы (саттва, раджас и тамас), они не разделяются и все вместе представляют один тип энергии Кришны.  
- Сандхини представляет вечное бытие Кришны.

- Самвит представляет трансцендентное знание, которое проявляется как два аспекта самопознания (атма-видьи): джнана — знание о себе самом (онтология) и джнана-правартака — знание о том, как обрести это знание (гносеология). Познание Кришны возможно только с помощью атма-видьи. Не познав самого себя как вечную душу, исполненную вечного бытия, знания и блаженства, невозможно познать Всевышнего, Кришну.

- Хладини представляет энергию наслаждения, с помощью которой Кришна наслаждается любовными отношениями со Своими вечными спутниками. Кришна (ананда-чинмайя-раса) — источник вечного наслаждения. Если кто-то ищет счастья, то на самом деле он ищет Кришну. Без Кришны любые попытки обрести счастье обречены на провал. Каждое живое существо связано с Кришной вечными любовными отношениями, которые являются индивидуальными и сокровенными. Не восстановив их, невозможно обрести вечное бытие, истинное знание и настоящее счастье. Кришна наслаждается посредством хладини, и все его спутники в духовном мире Голоке (вплоть до мельчайшего насекомого, камня или травинки) наслаждаются вместе с Ним. Осознание этого относится к предмету самого сокровенного знания, которое называется гухья-видья. Гухья-видья — это духовное знание, которое проявляется в двух аспектах: бхакти и в том, чем способна бхакти одарить индивида.